# Skubiki
Skubiki – wieś w Polsce położona w województwie łódzkim, w powiecie łowickim, w gminie Bielawy.
W latach 1975–1998 miejscowość administracyjnie należała do województwa skierniewickiego.

## Historia
Początki osady sięgają początków XV w. Prawdopodobnie Skubiki zostały wydzielone ze wsi Boczki Domaradzkie lub Boczki Zarzeczne. Nazwa miejscowości pochodzi od nazwiska ówczesnych właścicieli Boczek (Skubeykonis lub Skubiejko) i pierwotnie brzmiała Skubycyki lub Skubieyki. W XVI w. wieś płaciła dziesięcinę dla plebana w Waliszewie. Na początku XIX w. wieś składała się z 7 domów zamieszkanych przez 47 mieszkańców.
W miejscowości znajduje się dawny młyn wodny nad Mrogą datowany na początek XX w.